# Nederlands kampioenschap waterpolo heren
Sinds 1901 wordt gestreden om het landskampioenschap waterpolo van Nederland bij de heren. De landskampioen wordt bepaald door middel van play-off wedstrijden aan het eind van de competitie.

## Nederlandse landskampioenen Heren
| Seizoen   | Club       |
| --------- | ---------- |
| 1900-1901 | H.V.G.B.   |
| 1901-1902 | D.J.K.     |
| 1902-1903 | D.J.K.     |
| 1903-1904 | D.J.K.     |
| 1904-1905 | D.J.K.     |
| 1905-1906 | D.J.K.     |
| 1906-1907 | D.J.K.     |
| 1907-1908 | D.J.K.     |
| 1908-1909 | Het Y      |
| 1909-1910 | Het Y      |
| 1910-1911 | Het Y      |
| 1911-1912 | Het Y      |
| 1912-1913 | Het Y      |
| 1913-1914 | Het Y      |
| 1914-1915 | Het Y      |
| 1915-1916 | Het Y      |
| 1916-1917 | Het Y      |
| 1917-1918 | Het Y      |
| 1918-1919 | Het Y      |
| 1919-1920 | Het Y      |
| 1920-1921 | Het Y      |
| 1921-1922 | Het Y      |
| 1922-1923 | GZC        |
| 1923-1924 | Het Y      |
| 1924-1925 | Het Y      |
| 1925-1926 | De Dolfijn |
| 1926-1927 | Het Y      |
| 1927-1928 | Het Y      |
| 1928-1929 | Het Y      |
| 1929-1930 | Het Y      |
| 1930-1931 | De Dolfijn |
| 1931-1932 | Het Y      |
| 1932-1933 | Het Y      |
| 1933-1934 | Het Y      |
| 1934-1935 | HZ&PC      |

| Seizoen   | Club                |
| --------- | ------------------- |
| 1935-1936 | HZ&PC               |
| 1936-1937 | Het Y               |
| 1937-1938 | Het Y               |
| 1938-1939 | Het Y               |
| 1939-1940 | Het Y               |
| 1940-1941 | HZ&PC               |
| 1941-1942 | HZ&PC               |
| 1942-1943 | HZ&PC               |
| 1943-1944 | geen kampioen       |
| 1944-1945 | geen kampioen       |
| 1945-1946 | Zian                |
| 1946-1947 | Zian                |
| 1947-1948 | Zian                |
| 1948-1949 | Zian                |
| 1949-1950 | HZ&PC               |
| 1950-1951 | HZ&PC               |
| 1951-1952 | HZ&PC               |
| 1952-1953 | HZ&PC               |
| 1953-1954 | GZC                 |
| 1954-1955 | HZ&PC               |
| 1955-1956 | AZ&PC               |
| 1956-1957 | GZC                 |
| 1957-1958 | HZ&PC               |
| 1958-1959 | HZ&PC               |
| 1959-1960 | De Robben           |
| 1960-1961 | AZ&PC               |
| 1961-1962 | Competitie gestaakt |
| 1962-1963 | AZ&PC               |
| 1963-1964 | DZV                 |
| 1964-1965 | AZ&PC               |
| 1965-1966 | DZV                 |
| 1966-1967 | De Robben           |
| 1967-1968 | De Robben           |
| 1968-1969 | De Robben           |
| 1969-1970 | De Robben           |

| Seizoen   | Club            |
| --------- | --------------- |
| 1970-1971 | De Robben       |
| 1971-1972 | De Robben       |
| 1972-1973 | De Meeuwen      |
| 1973-1974 | HZC De Robben   |
| 1974-1975 | HZC De Robben   |
| 1975-1976 | Zian / Vitesse  |
| 1976-1977 | AZC Alphen      |
| 1977-1978 | AZC Alphen      |
| 1978-1979 | AZC Alphen      |
| 1979-1980 | HZC De Robben   |
| 1980-1981 | AZC Alphen      |
| 1981-1982 | HZC De Robben   |
| 1982-1983 | AZC Alphen      |
| 1983-1984 | AZC Alphen      |
| 1984-1985 | AZC Alphen      |
| 1985-1986 | VZC Veenendaal  |
| 1986-1987 | AZC Alphen      |
| 1987-1988 | AZC Alphen      |
| 1988-1989 | AZC Alphen      |
| 1989-1990 | Polar Bears     |
| 1990-1991 | Polar Bears     |
| 1991-1992 | Polar Bears     |
| 1992-1993 | AZ&PC           |
| 1993-1994 | AZ&PC           |
| 1994-1995 | Polar Bears     |
| 1995-1996 | Polar Bears     |
| 1996-1997 | AZ&PC           |
| 1997-1998 | AZ&PC           |
| 1998-1999 | ZPB Barendrecht |
| 1999-2000 | AZC Alphen      |
| 2000-2001 | AZC Alphen      |
| 2001-2002 | AZC Alphen      |
| 2002-2003 | AZC Alphen      |
| 2003-2004 | AZC Alphen      |
| 2004-2005 | Polar Bears     |

| Seizoen   |  | Club           |
| --------- |  | -------------- |
| 2005-2006 |  | Polar Bears    |
| 2006-2007 |  | Polar Bears    |
| 2007-2008 |  | GZC Donk       |
| 2008-2009 |  | GZC Donk       |
| 2009-2010 |  | GZC Donk       |
| 2010-2011 |  | BZC            |
| 2011-2012 |  | BZC            |
| 2012-2013 |  | BZC            |
| 2013-2014 |  | BZC            |
| 2014-2015 |  | UZSC           |
| 2015-2016 |  | UZSC           |
| 2016-2017 |  | UZSC           |
| 2017-2018 |  | AZC Alphen     |
| 2018-2019 |  | UZSC           |
| 2019-2020 |  | Geen kampioen  |
| 2020-2021 |  | GZC Donk       |
| 2021-2022 |  | Het Ravijn     |
| 2022-2023 |  | GZC Donk       |
| 2023-2024 |  | ZV de Zaan     |
| 2024-2025 |  | ZPC Amersfoort |

## Meeste titels per club
| Club                           | Aantal | Seizoenen |
| ------------------------------ | ------ | --- |
| Het Y                          | 27     | 1908-1909, 1909-1910, 1910-1911, 1911-1912, 1912-1913, 1913-1914, 1914-1915, 1915-1916, 1916-1917, 1917-1918, 1918-1919, 1919-1920, 1920-1921, 1921-1922, 1923-1924, 1924-1925, 1926-1927, 1927-1928, 1928-1929, 1929-1930, 1931-1932, 1932-1933, 1933-1934, 1936-1937, 1937-1938, 1938-1939, 1939-1940 |
| HZ Zian                        | 17     | 1934-1935, 1935-1936, 1940-1941, 1941-1942, 1942-1943, 1945-1946, 1946-1947, 1947-1948, 1948-1949, 1949-1950, 1950-1951, 1951-1952, 1952-1953, 1954-1955, 1957-1958, 1958-1959, 1975-1976 |
| AZC Alphen                     | 16     | 1976-1977, 1977-1978, 1978-1979, 1980-1981, 1982-1983, 1983-1984, 1984-1985, 1986-1987, 1987-1988, 1988-1989, 1999-2000, 2000-2001, 2001-2002, 2002-2003, 2003-2004, 2017-2018 |
| HZC de Robben                  | 11     | 1959-1960, 1966-1967, 1967-1968, 1968-1969, 1969-1970, 1970-1971, 1971-1972, 1973-1974, 1974-1975, 1979-1980, 1981-1982 |
| ZPC Amersfoort                 | 9      | 1955-1956, 1960-1961, 1962-1963, 1964-1965, 1992-1993, 1993-1994, 1996-1997, 1997-1998, 2024-2025 |
| Polar Bears                    | 8      | 1989-1990, 1990-1991, 1991-1992, 1994-1995, 1995-1996, 2004-2005, 2005-2006, 2006-2007 |
| D.J.K.                         | 7      | 1901-1902, 1902-1903, 1903-1904, 1904-1905, 1905-1906, 1906-1907, 1907-1908 |
| GZC Donk                       | 8      | 1922-1923, 1944-1954, 1956-1957, 2007-2008, 2008-2009, 2009-2010, 2020-2021, 2022-2023 |
| BZC                            | 4      | 2010-2011, 2011-2012, 2012-2013, 2013-2014 |
| UZSC                           | 4      | 2014-2015, 2015-2016, 2016-2017, 2018-2019 |
| De Dolfijn                     | 2      | 1925-1926, 1930-1931 |
| DZV                            | 2      | 1963-1964, 1965-1966 |
| H.V.G.B.                       | 1      | 1900-1901 |
| De Meeuwen                     | 1      | 1972-1973 |
| VZC Veenendaal                 | 1      | 1985-1986 |
| ZPB Barendrecht                | 1      | 1998-1999 |
| Het Ravijn                     | 1      | 2021-2022 |
| ZV de Zaan                     | 1      | 2023-2024 |
| Totaal aantal kampioenschappen | 120    | |